# Seznam dílů seriálu Nulová šance
Toto je seznam dílů amerického seriálu Nulová šance.

## Přehled řad
| Řada | Díly | Premiéra v USA | Premiéra v USA | Premiéra v ČR      | Premiéra v ČR    |
| Řada | Díly | První díl      | Poslední díl   | První díl          | Poslední díl     |
| ---- | ---- | -------------- | -------------- | ------------------ | ---------------- |
| 1    | 19   | 23. října 1988 | 6. května 1989 | 10. listopadu 1995 | 15. března 1996  |
| 2    | 16   | 21. září 1989  | 24. února 1990 | 22. března 1996    | 5. července 1996 |

## Seznam dílů

### První řada (1988–1989)
| Č. v seriálu | Č. v řadě | Původní název   | Český název      | Režie                 | Scénář                                                  | Premiéra v USA     | Premiéra v ČR      | Produkční kód |
| ------------ | --------- | --------------- | ---------------- | --------------------- | ------------------------------------------------------- | ------------------ | ------------------ | ------------- |
| 1            | 1         | The Killer      | Zabiják          | Cliff Bole            | Arthur Weiss                                            | 23. října 1988     | 10. listopadu 1995 | 1             |
| 2            | 2         | The System      | Systém           | Cliff Bole            | Robert Hamner                                           | 30. října 1988     | 24. listopadu 1995 | 3             |
| 3            | 3         | Holograms       | Hologram         | Kim Manners           | Robert Brennan                                          | 6. listopadu 1988  | 1. prosince 1995   | 4             |
| 4            | 4         | The Condemned   | Obvinění         | Cliff Bole            | námět: John Truman scénář: Ted Roberts a Michael Fisher | 20. listopadu 1988 | 8. prosince 1995   | 5             |
| 5            | 5         | The Legacy      | Dědictví         | Kim Manners           | Michael Lynn a Allan Balter                             | 27. listopadu 1988 | 17. listopadu 1995 | 2             |
| 6            | 6         | The Wall        | Zeď              | Colin Budds           | David Phillips                                          | 11. prosince 1988  | 15. prosince 1995  | 6             |
| 7            | 7         | The Cattle King | Král farmářů     | Mike Vejar            | Ted Roberts                                             | 18. prosince 1988  | 22. prosince 1995  | 7             |
| 8            | 8         | The Pawn        | Pěšák            | Brian Trenchard-Smith | Billy Marshall-Stoneking                                | 15. ledna 1989     | 29. prosince 1995  | 8             |
| 9            | 9         | The Haunting    | Seance           | Mike Vejar            | Michael Fisher                                          | 28. ledna 1989     | 5. ledna 1996      | 9             |
| 10           | 10        | The Lions       | Lvi              | Rob Stewart           | námět: James Crown scénář: David Phillips               | 4. února 1989      | 12. ledna 1996     | 10            |
| 11           | 11        | The Greek       | Řek              | Colin Budds           | Ted Roberts                                             | 11. února 1989     | 19. ledna 1996     | 11            |
| 12           | 12        | The Fortune     | Bohatství        | Rod Hardy             | Robert Brennan                                          | 18. února 1989     | 26. ledna 1996     | 12            |
| 13           | 13        | The Fixer       | Vyděrač          | Colin Budds           | Walter Brough                                           | 25. února 1989     | 2. února 1996      | 13            |
| 14           | 14        | Spy             | Agent            | Rob Stewart           | Michael Fisher                                          | 18. března 1989    | 9. února 1996      | 14            |
| 15           | 15        | The Devils      | Vyvolávači ďábla | Arch Nicholson        | Ted Roberts                                             | 25. března 1989    | 16. února 1996     | 15            |
| 16           | 16        | The Plague      | Mor              | Colin Budds           | Rick Maier                                              | 8. dubna 1989      | 23. února 1996     | 16            |
| 17           | 17        | Reprisal        | Odplata          | Rob Stewart           | Walter Brough                                           | 15. dubna 1989     | 1. března 1996     | 17            |
| 18           | 18        | Submarine       | Ponorka          | Colin Budds           | Dale Duguid                                             | 29. dubna 1989     | 8. března 1996     | 18            |
| 19           | 19        | Bayou           | Vúdú             | Don Chaffey           | Jeffrey M. Hayes                                        | 6. května 1989     | 15. března 1996    | 19            |

### Druhá řada (1989–1990)
| Č. v seriálu | Č. v řadě | Původní název              | Český název             | Režie                 | Scénář                                                                     | Premiéra v USA     | Premiéra v ČR    | Produkční kód |
| ------------ | --------- | -------------------------- | ----------------------- | --------------------- | -------------------------------------------------------------------------- | ------------------ | ---------------- | ------------- |
| 20           | 1         | The Golden Serpent: Part 1 | Zlatý had, část první   | Don Chaffey           | námět: Michael Seims scénář: Michael Seims, Ted Roberts a Jeffrey M. Hayes | 21. září 1989      | 22. března 1996  | 20            |
| 21           | 2         | The Golden Serpent: Part 2 | Zlatý had, část druhá   | Don Chaffey           | námět: Michael Seims scénář: Michael Seims, Ted Roberts a Jeffrey M. Hayes | 28. září 1989      | 29. března 1996  | 21            |
| 22           | 3         | The Princess               | Princezna               | Colin Budds           | Ted Roberts                                                                | 5. října 1989      | 5. dubna 1996    | 22            |
| 23           | 4         | Command Performance        | Ukázkové představení    | Arch Nicholson        | Robert Brennan                                                             | 12. října 1989     | 12. dubna 1996   | 23            |
| 24           | 5         | Countdown                  | Odpočítávání            | Brian Trenchard-Smith | Chip Hayes                                                                 | 26. října 1989     | 19. dubna 1996   | 24            |
| 25           | 6         | War Games                  | Hra na válku            | Rod Hardy             | Walter Brough                                                              | 2. listopadu 1989  | 26. dubna 1996   | 25            |
| 26           | 7         | Target Earth               | Planeta Země v ohrožení | Colin Budds           | Stephen Kandel                                                             | 9. listopadu 1989  | 3. května 1996   | 26            |
| 27           | 8         | The Fuehrer's Children     | Hitlerovy děti          | Don Chaffey           | Frank Abatemarco                                                           | 16. listopadu 1989 | 10. května 1996  | 27            |
| 28           | 9         | Banshee                    | Nářek smrti             | Colin Budds           | Ted Roberts                                                                | 30. listopadu 1989 | 17. května 1996  | 28            |
| 29           | 10        | For Art's Sake             | Hrobník                 | Don Chaffey           | John Whelpley                                                              | 14. prosince 1989  | 24. května 1996  | 29            |
| 30           | 11        | Deadly Harvest             | Smrtonosná sklizeň      | Arch Nicholson        | Jan Sardi                                                                  | 6. ledna 1990      | 31. května 1996  | 30            |
| 31           | 12        | Cargo Cult                 | Kult zlata              | Colin Budds           | Dale Duguid                                                                | 13. ledna 1990     | 7. června 1996   | 31            |
| 32           | 13        | The Assassin               | Vražedné myšlenky       | Arch Nicholson        | Cliff Green                                                                | 20. ledna 1990     | 14. června 1996  | 32            |
| 33           | 14        | The Gunslinger             | Pistolník               | Colin Budds           | námět: Dan Roberts scénář: Ted Roberts                                     | 3. února 1990      | 21. června 1996  | 33            |
| 34           | 15        | Church Bells in Bogota     | V Bogotě zvoní zvony    | Arch Nicholson        | Frank Abatemarco                                                           | 10. února 1990     | 28. června 1996  | 34            |
| 35           | 16        | The Sands of Seth          | Písčiny boha Setha      | Colin Budds           | Jeffrey M. Hayes                                                           | 24. února 1990     | 5. července 1996 | 35            |